# هنری هاروی ویلیامز
هنری هاروی ویلیامز (انگلیسی: Henry Harvey Williams؛ زادهٔ ۶ ژانویهٔ ۱۹۱۷ – درگذشته ۱۱ نوامبر ۲۰۰۴) سیاست‌مدار و وکیل اهل سنت وینسنت و گرنادین‌ها بود.
هنری هاروی ویلیامز در ۱۱ نوامبر ۲۰۰۴، در سن ۸۷ سالگی درگذشت.